# Ordos (Indre Mongoliet)
Ordos (Forenklet kinesisk: 鄂尔多斯; traditionel kinesisk: 鄂爾多斯; pinyin: È'ěrduōsī; Wade-Giles: È-ěr-tō-ssū; mongolsk: ; transkripsjon: Ordos qota) er et bypræfektur i den autonome region Indre Mongoliet i Folkerepublikken Kina. Præfekturet har et areal på 86,752 km² hvoraf en stor del udgøres af Ordosørkenen; det har en befolkning på 1.430.000 mennesker, med en tæthed på 16 indb./km² (2007)
Kulkraftværkerne Guohua Zhunge'er og Dalate ligger i præfekturet.

## Administrative enheder
Bypræfekturet Ordos har jurisdiktion over et distrikt (区 qū) og 7 bannere (旗 qí).
| Kort            | Kort        | Kort       | Kort           | Kort                   | Kort        | Kort      |
| --------------- | ----------- | ---------- | -------------- | ---------------------- | ----------- | --------- |
| Kort over Ordos |             |            |                |                        |             |           |
| #               | Navn        | Hanzi      | Pinyin         | Befolkning (2004 est.) | Areal (km²) | Indb./km² |
| Distrikter      |             |            |                |                        |             |           |
| 1               | Dongsheng   | 东胜区     | Dōngshèng Qū   | 230.000                | 2.137       | 108       |
| Bannere         |             |            |                |                        |             |           |
| 2               | Dalad       | 达拉特旗   | Dálātè Qí      | 330.000                | 8.192       | 40        |
| 3               | Jungar      | 准格尔旗   | Zhǔngé'ěr Qí   | 270.000                | 7.535       | 36        |
| 4               | Fremre Otog | 鄂托克前旗 | Ètuōkè Qián Qí | 70.000                 | 12.318      | 6         |
| 5               | Otog        | 鄂托克旗   | Ètuōkè Qí      | 90.000                 | 20.064      | 4         |
| 6               | Hanggin     | 杭锦旗     | Hángjǐn Qí     | 130.000                | 18.903      | 7         |
| 7               | Uxin        | 乌审旗     | Wūshěn Qí      | 100.000                | 11.645      | 9         |
| 8               | Ejin Horo   | 伊金霍洛旗 | Yījīnhuòluò Qí | 140.000                | 5.958       | 23        |